# Saveur de l'année
Saveur de l'Année est une marque commerciale française identifiant une récompense remise chaque année à environ 160 produits agroalimentaires, par un jury de consommateurs préalablement sélectionnés. Elle a été créée en 1997 par Monadia, entreprise privée spécialisée dans l'évaluation de produits par les consommateurs.
Selon le même principe, cette société exploite la marque Sabor del Año adaptée au marché espagnol.

## Méthode

Un logo « saveur de l'année 2015 ».

Le palmarès est guidé uniquement par la qualité gustative perçue par les consommateurs. Les critères évalués sont le goût, l'aspect du produit, l'odeur, la texture. Ni les ingrédients et leur proportion dans le produit, ni l'origine, ni le cahier des charges de production n'entrent en ligne de compte.
Le palmarès est établi à partir de notes données par 120 consommateurs lors de tests gustatifs en « aveugle » (sans connaître la marque). Le nombre de dégustateurs correspond au double de l'échantillon recommandé par l'Association de Coordination des Techniques pour l'Industrie Agroalimentaire (ACTIA) pour que les résultats de tests soient significatifs.
Ces tests monadiques sont organisés dans des laboratoires d'analyse sensorielle respectant au minimum la norme AFNOR XPV 09-500.
Pour l'édition 2007, Monadia a organisé 62 225 tests avec 12 445 consommateurs, à raison de 5 produits maximum (normes ACTIA) notés par chaque consommateur-testeur. Les produits sont classés au sein d'une nomenclature qui comprend 222 catégories de produits couvrant l'ensemble de l'offre existante.
Les produits primés mettent ce logo en avant sur leurs emballages et leurs campagnes de communication.
Saveur de l'Année est un concept marketing qui s'appuie sur le principe du « testé et approuvé » : l'approbation d'un grand nombre de consommateurs devient un signe de qualité.

### Atouts
Par rapport aux certifications d'État, la procédure est plus rapide et le coût d'accès est inférieur, ce qui explique que les PME côtoient les plus grandes entreprises au sein du palmarès.[réf. nécessaire]

### Limites
Le palmarès n'est pas exhaustif. Seuls les produits des sociétés inscrites sont jugés pour concourir. L'inscription est libre, mais les transformateurs agroalimentaires doivent participer aux frais des analyses sensorielles réalisées.
La société Monadia a été condamnée en 2003 par le tribunal de grande instance de Versailles pour avoir utilisé le mot « label » dans un slogan, appellation dont l'usage est strictement limité aux sigles officiels dans le domaine agricole et agroalimentaire.